# Søjlegran
Søjle-Gran (Picea omorika) er et stedsegrønt træ med en slank, opret vækstform. Stammen er lige og gennemløbende til toppen. Grenene hænger nedad i buer med spidser, der bøjer opad. Kvistene hænger lodret ned. Træet er også kendt under navnene Serbisk søjlegran eller bare Serbisk gran.

## Beskrivelse
Barken er først rødbrun og lidt furet. Senere bliver den brun og opsprækkende. Knopperne er ret små og brune. Nålene er mørkegrønne og kun lidt stikkende. Undersiden ser lys ud på grund af to hvide striber.
Hun- og hanblomster sidder adskilt i tætte stande. Standene er først røde, men senere bliver de blålige, og til sidst bliver de til små hængende kogler. Frøene modner godt og spirer villigt.
Rodnettet er kraftigt og fint forgrenet, hvad der gør planten velegnet som klumpplante. Planten bestøves let af Sitka-Gran. Hybriderne er af meget svingende skønhed.
Højde x bredde og årlig tilvækst: 30 × 3 m (30 × 15 cm/år).

## Hjemsted
Arten er et istidsrelikt, der er naturligt udbredt i et område på ca. 10.000 km² i det vestlige Serbien og det østlige Bosnien, hvor den findes på bjergene Tara, Zvijezda, Viogor, Radomišlja og Jadovnik, hovedsagelig på kalkbund i 400-1.700 m højde og ofte på nordhæld sammen med bl.a. Bøg, Humlebøg, Alm. Røn, Alm. Ædelgran, Bævre-Asp, Rød-El, Rød-Gran, Selje-Pil, Skovfyr, Sort-Fyr, Spids-Løn og Vorte-Birk
| Portal | Portal:Botanik |

## Note
1. ↑  www.conifers.org: The Gymnosperm Database: Picea omorika (engelsk)